# 松田武
松田 武（まつだ たけし、1906年（明治39年）8月3日 - 1988年（昭和63年）9月4日）は、日本の陸軍軍人、航空自衛官、旧軍需省官僚、実業家である。第4代航空幕僚長。退官後に宇部興産（現：UBE）副社長。

## 略歴
山口県出身。陸軍大佐松田善衛の長男として生まれる。東京府立四中、東京陸軍幼年学校、陸軍士官学校予科を経て、1927年（昭和2年）7月、陸士本科（39期）を卒業。同年10月、陸軍歩兵少尉に任官（歩兵第74連隊附）。
1936年（昭和11年）11月、陸軍砲工学校高等科を卒業後、員外学生として東京帝国大学工学部機械工学科に学び、東京帝大への派遣中に歩兵科から航空兵科に転科。東京帝大を卒業後は、陸軍大学校卒業者と同等の処遇を受け（詳細は「陸軍大学校#陸大卒業者と同等に扱われた者」を参照）、陸軍航空技術研究所所員、陸軍航空本部部員、軍需省機械局産業機械課長、軍需省航空兵器総局附を歴任。帝国陸軍での最終階級は陸軍大佐（昭和20年6月に進級）。
戦後は公職追放を経て、警察予備隊に入隊し、1956年（昭和31年）7月に航空自衛隊に転官。整備学校長、航空幕僚監部教育部長、中部航空方面隊司令、航空幕僚副長を歴任し、1962年（昭和37年）4月に第4代航空幕僚長に就任した。空幕長在職中、バッジ・システムを採用した。

## 年譜
- 1927年（昭和02年）
  - 7月：陸軍士官学校（39期）卒業
  - 10月：陸軍歩兵少尉任官、歩兵第74連隊附
- 1930年（昭和05年）10月：陸軍歩兵中尉
- 1931年（昭和06年）3月：陸軍歩兵学校教導隊附
- 1935年（昭和10年）8月：陸軍歩兵大尉
- 1936年（昭和11年）11月：陸軍砲工学校高等科卒業
- 1937年（昭和12年）
  - 4月：東京帝国大学工学部機械工学科入校
  - 8月：陸軍航空大尉
- 1939年（昭和14年）8月：陸軍航空少佐
- 1940年（昭和15年）
  - 3月：東京帝国大学卒業、陸軍航空技術研究所所員
  - 8月：陸軍航空本部部員
- 1942年（昭和17年）8月：陸軍中佐
- 1943年（昭和18年）11月：軍需省機械局産業機械課長
- 1945年（昭和20年）
  - 6月：軍需省航空兵器総局附、陸軍大佐
  - 12月：予備役
- 1947年（昭和22年）11月28日：公職追放仮指定[3]
- 1952年（昭和27年）7月14日：警察予備隊入隊（1等警察正）
- 1955年（昭和30年）11月16日：陸上幕僚監部第4部長
- 1956年（昭和31年）7月10日：航空自衛隊に転官、空将補に任命、整備学校長 兼浜松基地司令 兼実験航空隊長 兼技術研究所航空試験場長
- 1957年（昭和32年）8月1日：航空幕僚監部教育部長
- 1958年（昭和33年）8月1日：空将昇任、中部航空方面隊司令
- 1959年（昭和34年）7月18日：第3代航空幕僚副長に就任
- 1962年（昭和37年）4月7日：第4代航空幕僚長に就任
- 1964年（昭和39年）4月17日：退官。在職中、自動警戒管制組織を採用した。退官後は、松田の出身地である山口県を本拠とする宇部興産（現：UBE）に転じ、常務取締役、専務取締役、副社長を歴任し、宇部興産の傘下企業であった富士車輌を再建するなどの実績を残した。

- 1976年（昭和51年）11月3日：勲二等瑞宝章受章[4]
- 1988年（昭和63年）9月4日：心筋梗塞のため、神奈川県大和市内の病院で逝去（享年82）、叙・正四位[5]

## 栄典
- レジオン・オブ・メリット・コマンダー - 1963年（昭和38年）10月4日
- 勲二等瑞宝章 - 1976年（昭和51年）11月3日